# Lojas Salfer
A Salfer foi uma empresa varejista brasileira com sede em Joinville, Santa Catarina fundada em 1958 por Alfredo Salfer.

## História
Fundada em 1958 em Joinville, Santa Catarina, por Alfredo Salfer, a rede de lojas começou sua expansão em 1996, enquanto possuía apenas 5 lojas. Em 2003 a Salfer passou a contar com 37 lojas.
Em 2006 foi eleita uma das melhores empresas para se trabalhar pelo Portal Exame.
Em 2007, quando a empresa já contava com 103 lojas abertas, a Salfer lançou seu e-Commerce, e hoje é classificada como Loja Ouro pelo e-bit.
Em abril de 2012 foi oficializada, em Salvador, a compra do controle acionário da rede pela holding Máquina de Vendas S/A. Como resultado da operação foi criada a Máquina de Vendas Sul que conta com mais de 160 lojas e cerca de 2600 funcionários. É uma das maiores lojas de varejo do sul do Brasil..
Em 11 de abril de 2016, seu nome deixou de ser utilizado em prol da marca Ricardo Eletro.